# Квадратичный граф
Квадратичный граф — граф, в котором все вершины имеют степень 4. Другими словами, квадратичный граф является 4-регулярным графом.

## Примеры

Граф Хватала

Некоторые хорошо известные графы являются квадратичными. Это такие графы, как:
- Полный граф K5, квадратичный граф с 5 вершинами, наименьший возможный квадратичный граф;
- Граф Хватала, другой квадратичный граф с 12 вершинами, наименьший квадратичный граф, который не имеет треугольников и не может быть раскрашен в три цвета[2];
- Граф Фолкмана, квадратичный граф с 20 вершинами, наименьший полусимметричный граф[3];
- Граф Мередита, квадратичный граф с 70 вершинами, который 4-связен, но не имеет гамильтонова цикла, что опровергает гипотезу Криспина Нэш-Вильямса[4].

Любой срединный граф является квадратичным планарным графом, а любой квадратичный планарный граф является срединным графом пары двойственных планарных графов или мультиграфов. Диаграммы узлов и диаграммы зацепления являются также квадратичными плоскими мультиграфами, в которых вершины представляют точки пересечения диаграммы и помечены дополнительной информацией, указывающей, какие две ветки узла пересекают другую ветку в этой точке.

## Свойства
Поскольку степень любой вершины в квадратичном графе чётна, любой связный квадратичный граф имеет эйлеров цикл.
Как и для регулярных двудольных графов, любой двудольный квадратичный граф имеет совершенное паросочетание. В этом случае возможен много более простой и быстрый алгоритм поиска паросочетания, чем для нерегулярных графов — при выборе любого другого ребра эйлерова цикла можем получить 2-фактор, который, в данном случае, должен быть коллекцией циклов, каждый из которых имеет чётную длину, а каждая вершина графа появляется ровно в одном цикле. При выборе любого другого ребра в этих циклах получаем совершенное паросочетание за линейное время. Тот же метод может быть использован для раскраски рёбра графа в четыре цвета за линейное время.
Квадратичные графы имеют чётное число гамильтоновых разложений.

## Открытые проблемы
Открытой проблемой является гипотеза, все ли квадратичные гамильтоновы графы имеют чётное число гамильтоновых циклов, или имеют более одного гамильтонова цикла. Известно, что для квадратичных мультиграфов ответ НЕТ.